# Chillán
Chillán város Chilében, a XVI. (Ñuble) régióban, Diguillín tartományban. A város lakossága 161 953 fő a 2002-es népszámlálás alapján. Közigazgatási területe 511 km². 1580-ban alapították.

## Testvérvárosok
- Hamilton, Új-Zéland
- Mürzzuschlag, Ausztria
- Río Cuarto, Argentína